# Luis Gordillo Pérez
Luis Ignacio Gordillo Pérez (Sayalonga, Málaga, 1980) es un abogado, doctor en derecho, profesor universitario y político español, militante del Partido Popular (PP) en el País Vasco y parlamentario por la coalición PP+Cs, en la XII legislatura del Parlamento Vasco.

## Carrera académica e investigadora
Luis Ignacio Gordillo Pérez es licenciado en Derecho con especialidad en Derecho Público por la Universidad de Deusto y doctor por la misma universidad, donde imparte clases como profesor titular de Derecho Constitucional. Titular de la Cátedra Jean Monnet en Constitucionalismo económico y justicia constitucional, sus publicaciones giran en torno a las relaciones entre ordenamientos de naturaleza constitucional, la teoría del Estado y el constitucionalismo económico. Ha sido galardonado con el premio Nicolás Pérez Serrano del CEPC por su tesis doctoral titulada "Las relaciones entre ordenamientos de naturaleza constitucional" y ha obtenido igualmente el premio de Investigación del Banco Santander de la Universidad de Deusto. Es, demás, el director de la revista jurídica Estudios de Deusto. Revista de Derecho Público.

## Trayectoria política
En octubre de 2018 asumió la dirección de Ciudadanos (Cs) en el País Vasco sustituyendo al entonces portavoz Nicolás de Miguel. De cara a las elecciones al Parlamento Vasco de 2020, Ciudadanos concurrió en la coalición PP+Cs con el Partido Popular del País Vasco, logrando seis escaños. Gordillo entró al hemiciclo vasco en el puesto 25 por la circunscripción de Vizcaya tras el recuento de votos del extranjero. El 6 de agosto de 2020, tras la jura de su cargo, Gordillo fue designado portavoz adjunto del grupo PP+Cs, presidente de la Comisión de Economía, Hacienda y presupuestos y portavoz de las comisiones de Instituciones, Gobernanza Pública y Seguridad, Economía, Hacienda y Presupuestos, Control de EITB, Estatuto Parlamentario y Control de Gastos Reservados. El 7 de octubre de 2021 se hizo pública su baja en Ciudadanos y su paso al Partido Popular donde pasó a formar parte del Comité Regional del Partido Popular en el País Vasco. En el Parlamento Vasco ha destacado por sus intervenciones en materia legal y económica, así como por su distintiva pajarita.

## Publicaciones (selección)
Gordillo es autor de alrededor de un centenar de publicaciones jurídicas, entre las que destacan las siguientes:
- Interlocking Constitutions. Towards an Interordinal Theory of National, European and UN Law, Hart Publishing, Oxford, 2012, Hart Monographs in Transnational and International Law. ISBN 9781849462204
- Constitución y ordenamientos supranacionales. Las Constituciones de entonces ya no son las mismas, Centro de Estudios Políticos y Constitucionales, Madrid, 2012. ISBN 9788425915369
- La naturaleza del Estado. Origen, tipología y lógica de actuación política y social, Tecnos, Madrid, 2012, co-autor junto con Ignacio María Beobide Ezpeleta. ISBN 9788430950805
- Historias del Pais de las Hadas. La jurisprudencia constitucionalizadora del Tribunal de Justicia, Thomson Reuters - Civitas, Madrid, 2015, co-autor junto con Giuseppe Martinico. ISBN 9788447051762
- Constitutionalism of European Supranational Courts. Recent developments and challenges, Thomson-Aranzadi, Cizur Menor, 2015 (Director de la obra colectiva). ISBN 9788490981269
- Constitución de 1931: Estudios jurídicos sobre el momento republicano español, Marcial Pons, Madrid, 2017 (co-director junto con Sebastián Martín y Víctor Vázquez). ISBN 9788491232254
- Constitución económica y gobernanza económica de la Unión Europea, Thomson Reuters - Aranzadi, Madrid, 2019, co-autor con Francisco Rodríguez Ortiz. ISBN 9788491779438
- Sistemas constitucionales europeos y comparados, 2ª ed., Athenaica, Sevilla, 2020 (Director de la obra colectiva). ISBN 9788418239175